# Príbovce
Príbovce (allemand : Pribotz, hongrois : Pribóc) est un village de Slovaquie situé dans la région de Žilina.

## Histoire
La première mention écrite du village date de 1230.

## Démographie

### Évolution de la population
| Année:               | 1994. | 2004.   | 2014.   | 2024.   |
| -------------------- | ----- | ------- | ------- | ------- |
| Nombre de personnes: | 972   | 1058    | 1084    | 1098    |
| Différence:          |       | +8,84 % | +2,45 % | +1,29 % |

| Année:               | 2023. | 2024.   |
| -------------------- | ----- | ------- |
| Nombre de personnes: | 1093  | 1098    |
| Différence:          |       | +0,45 % |